# Oxypoda brachyptera
Oxypoda brachyptera är en skalbaggsart som först beskrevs av Stephens 1832.  Oxypoda brachyptera ingår i släktet Oxypoda, och familjen kortvingar. Arten är reproducerande i Sverige.